# Синиха
Си́ниха — село в Україні, в Куп'янському районі Харківської області. Входить до складу Курилівської сільської громади. Населення становить 304 осіб.

## Географія

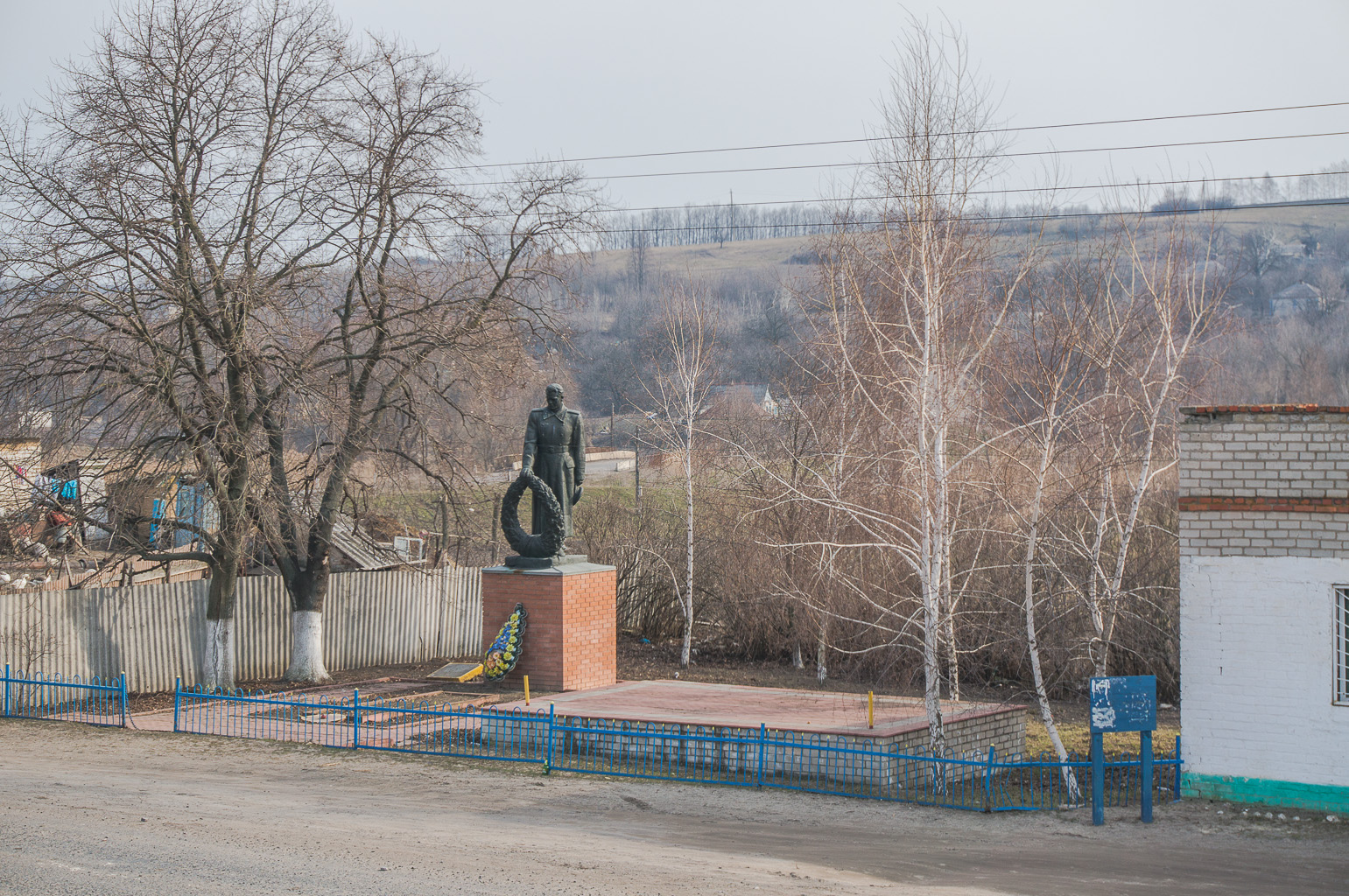
Братська могила

Село розташоване на річці Синиха, яка за 4 км впадає до Оскільського водосховище. Вище за течією на відстані 2 км розташоване село Воронцівка, за 2 км — колишнє село Хрещате.

## Історія
- 1705 — дата заснування[1].
- До 2020 року орган місцевого самоврядування — Лісностінківська сільська рада.
- 19 липня 2020 року, в результаті адміністративно - територіальної реформи та ліквідації колишнього Куп'янського району (1923— 2020), село увійшло до складу новоутвореного Куп'янського району Харківської області[2].

## Населення

### Мова
Розподіл населення за рідною мовою за даними перепису 2001 року:
| Мова       | Кількість | Відсоток |
| ---------- | --------- | -------- |
| українська | 265       | 87.17%   |
| російська  | 38        | 12.50%   |
| румунська  | 1         | 0.33%    |
| Усього     | 304       | 100%     |

## Економіка
- «РОССОЛОВА», фермерське господарство.
- АГРОТЕХСЕРВІС, ВАТ.

## Об'єкти соціальної сфери
- Школа.
- Фельдшерський пункт.

## Відомі люди
- Белебеха Іван Олексійович — український вчений, педагог, доктор економічних наук, уродженець села.[4]

## Галерея
Будинок, у якому народився і жив В. О. Тихоцький, революціонер-народник

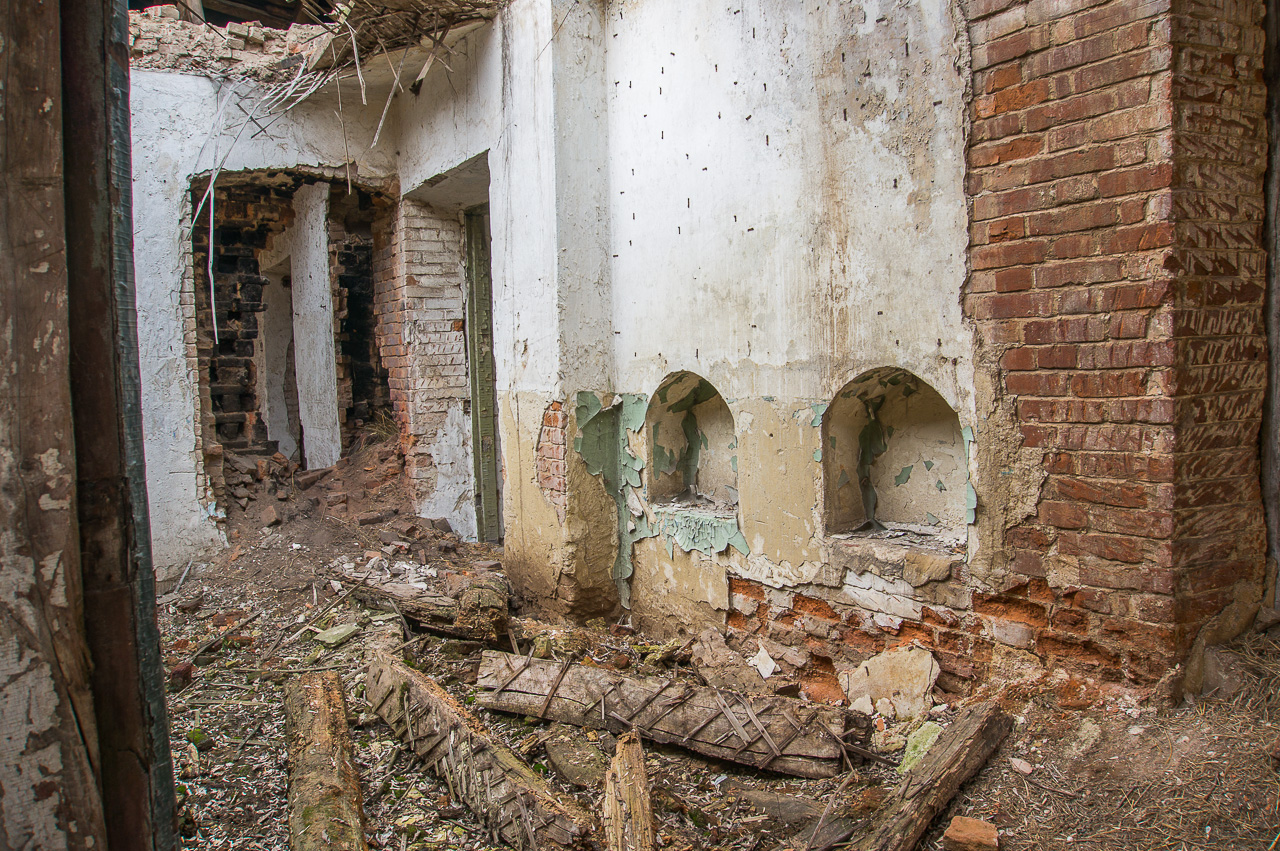
Вид зсередини
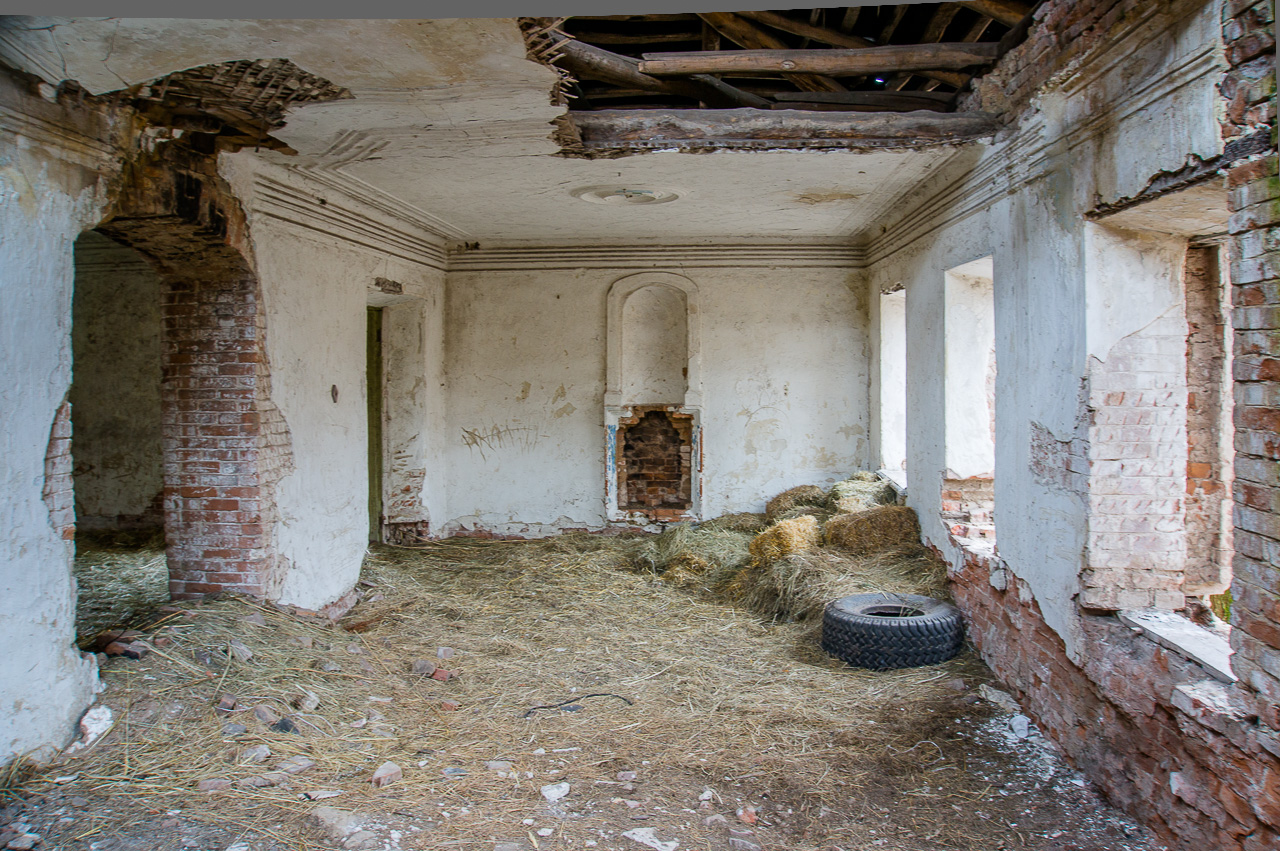
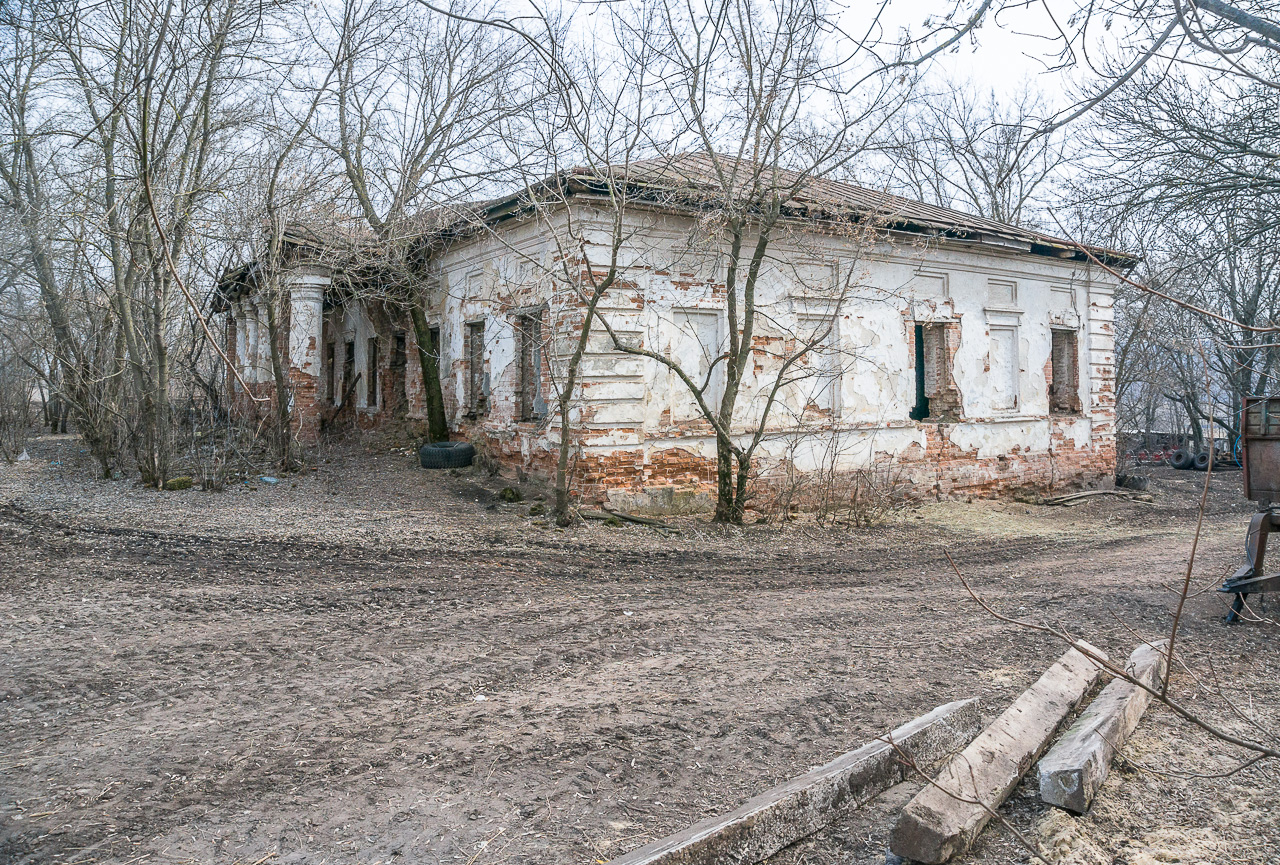
Вид зправа
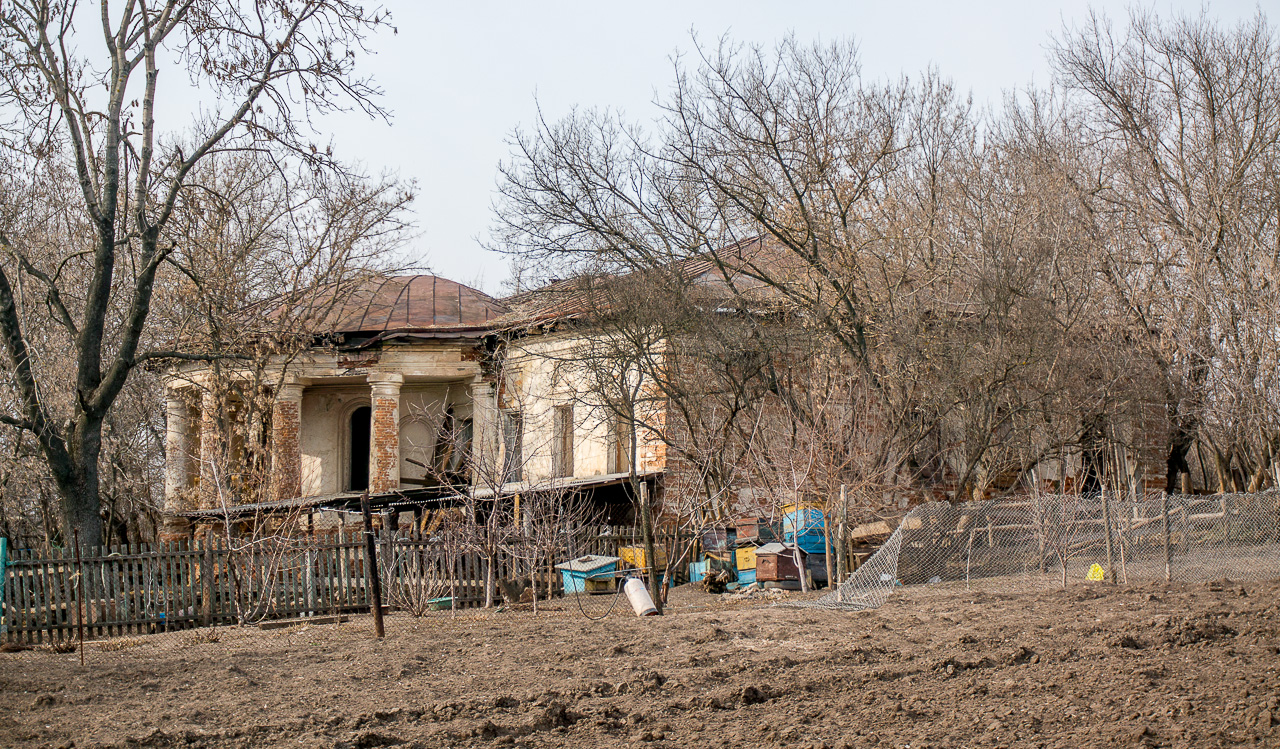
Вид зліва
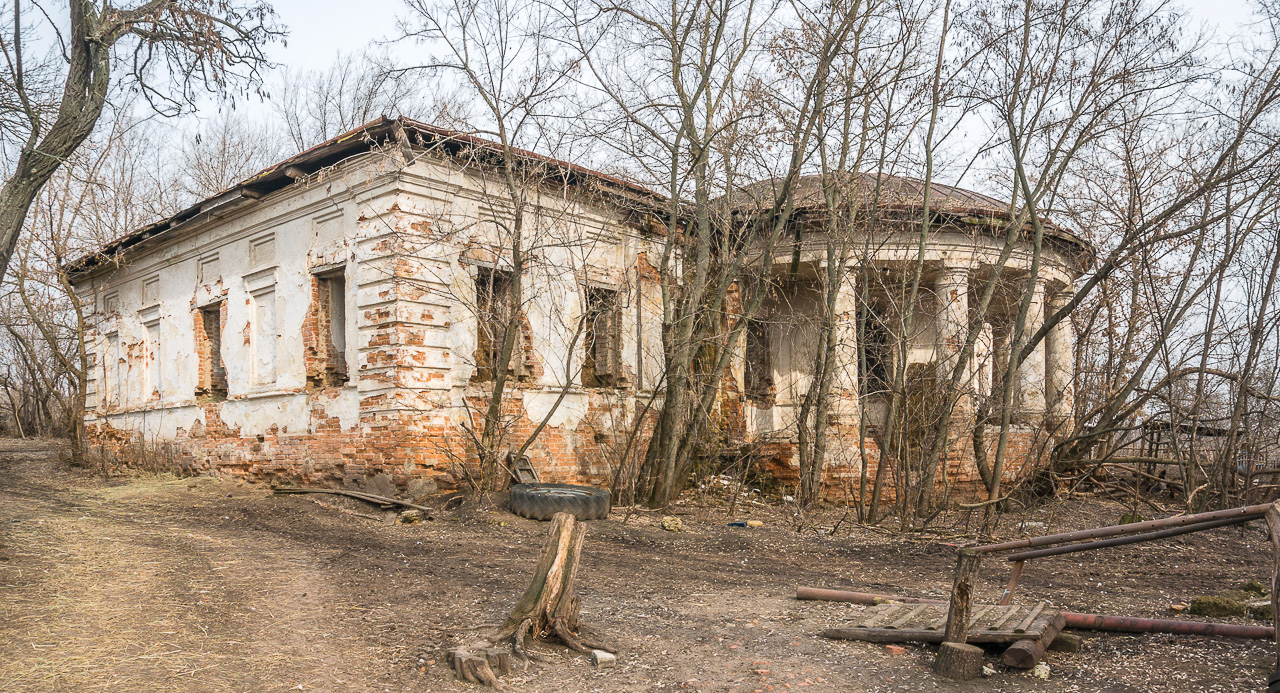
Центральний вхід
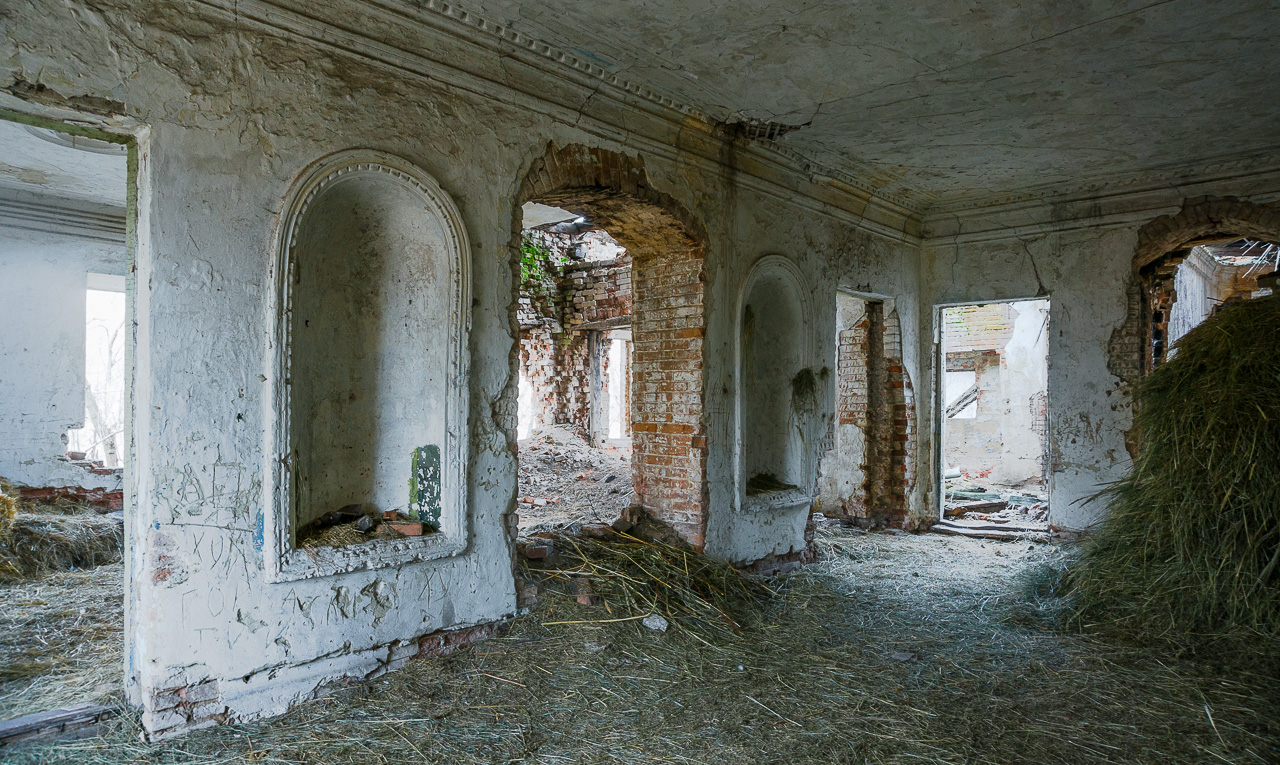
Залишки інтер'єру
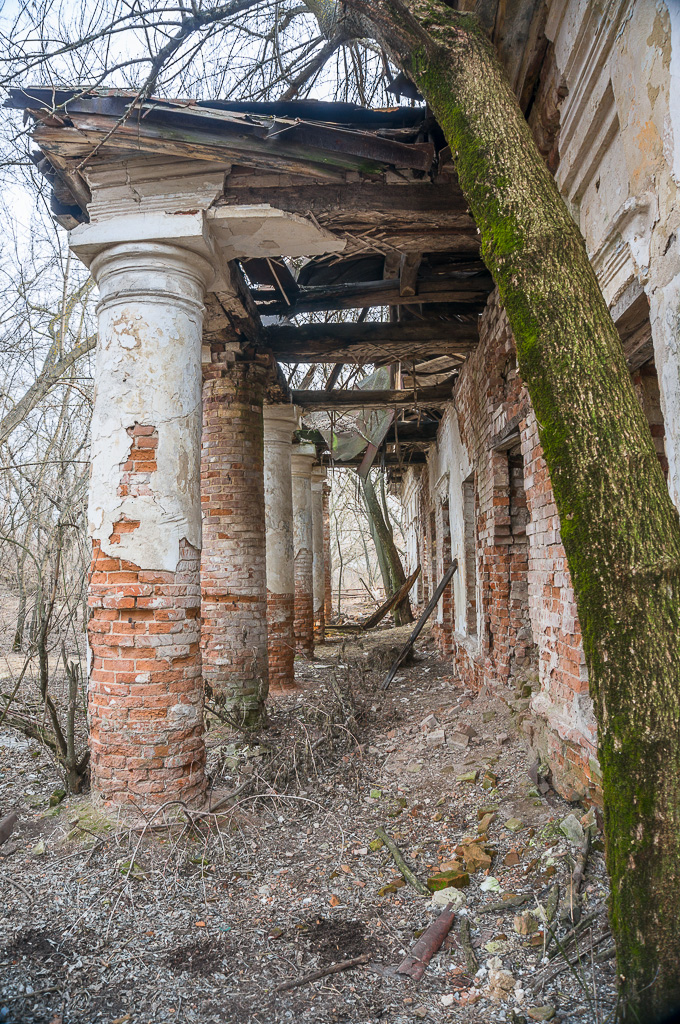
Колонада
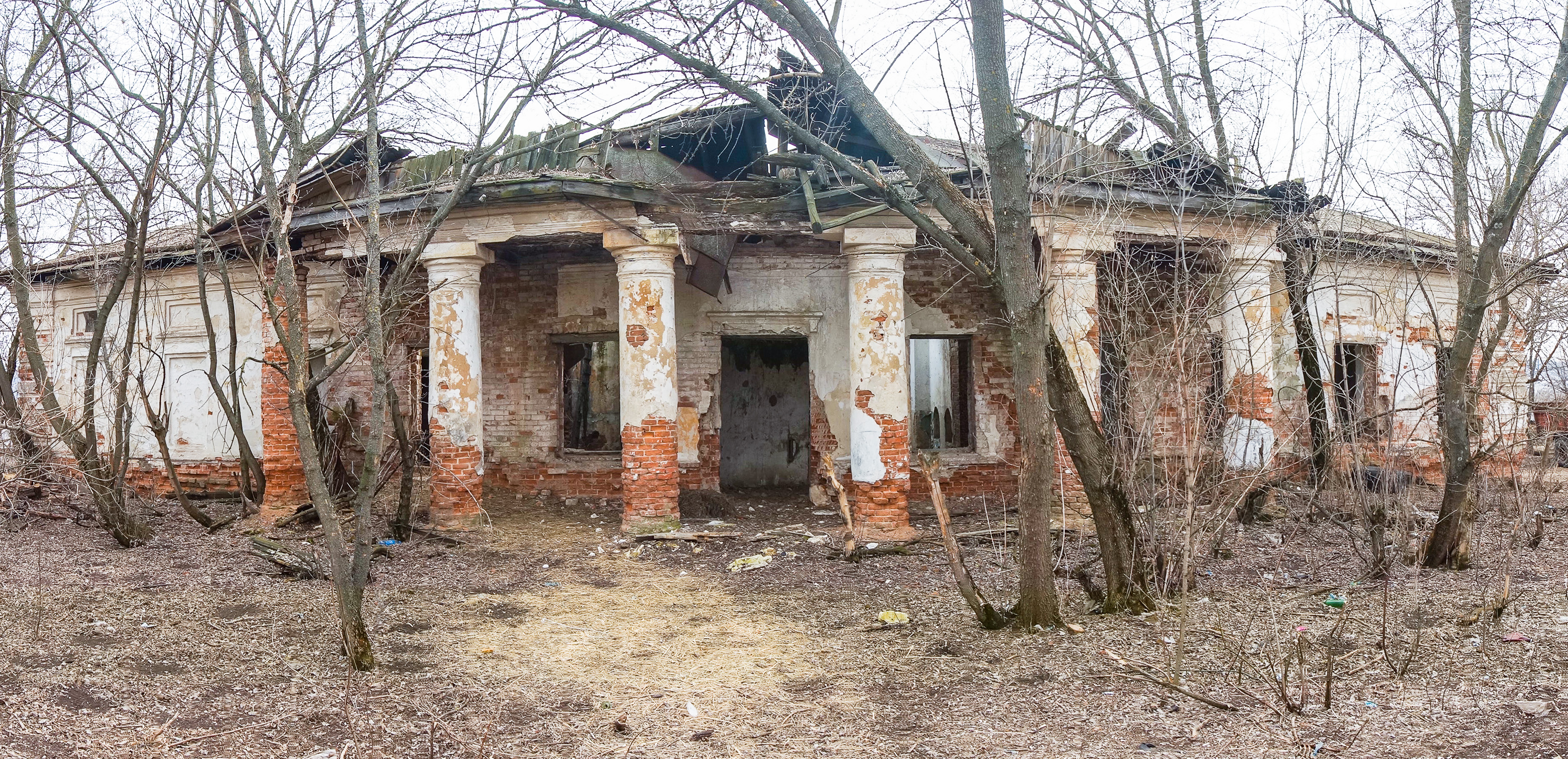
Центральний вхід. Вид зблизька